# Херцеговачки пашалук
Херцеговачки пашалук (ејалет) је био османска провинција од 1833. до 1851. године. Задња престоница му је био Мостар.

## Херцеговачки санџак
Првобитно је формиран Херцеговачки санџак 1462. као провинција Османског царства, са седиштем у Фочи. Први херцеговачки санџак-бег је био Хамза-бег. Престоница санџака је касније померена у Пљевља (ранији назив Брезница). Херцеговачки санџак је био део Румелијског, а касније постаје део Босанског пашалука.

## Херцеговачки пашалук
Херцеговачки санџак је 1833. одвојен од Босанског пашалука и добио је у статус пашалука. Тада је Али-паша Ризванбеговић, рођени Херцеговац, постао полу-независни владар (везир) новоформираног пашалука. Након његове смрти 1851, Херцеговачки пашалук је укинут и његова територија је спојена са Босанским пашалуком, тиме проширујући пашалук Босна.
Херцеговачки пашалук се састојао из следећих области: Пријепоље, Таслиџа са Колашином и Шаранци са Дробњаком, Чајниче, Невесиње, Никшић, Љубиње-Требиње, Столац, Почитељ, Благај, Мостар, Дувно и половина Коњица која је са јужне стране Неретве.

## Управитељи
- 1462-???? Хамза-бег
- ????-1833
- 1833—1851 Али-паша Ризванбеговић